# Yuval Naimy
Yuval Naimy (in ebraico יובל נעימי‎?; Gerusalemme, 31 agosto 1985) è un ex cestista israeliano.

## Carriera
Con Israele ha disputato due edizioni dei Campionati europei (2009, 2011).

## Palmarès
- Coppa di Lega israeliana: 3

Hapoel Gerusalemme: 2008, 2009
Maccabi Tel Aviv: 2013